# Sojuz MS-05
Sojuz MS-05 è un volo astronautico verso la Stazione Spaziale Internazionale (ISS) e parte del programma Sojuz, ed è il 134° volo con equipaggio della navetta Sojuz dal primo volo avvenuto nel 1967 decollato da Baikonur il 28 Luglio 2017 alle 17.41 (ora italiana).
Il 28 ottobre 2016 il comandante Fëdor Jurčichin e l'ingegnere di volo 1 Jack Fischer sono stati sostituiti dal cosmonauta Sergej Rjazanskij e dall'astronauta NASA Randolph Bresnik a causa della decisione di Roscosmos di ridurre i propri cosmonauti presenti sulla ISS fino al lancio del modulo russo Nauka.
La capsula si aggancia alla stazione alle 23.54 (ora italiana) del 28 Luglio 2017, gli astronauti fanno il loro ingresso nell'ISS all' 01.57 del 29 Luglio 2017 (ora italiana).
La capsula atterra il 14 Dicembre 2017 alle 09.27 (ora italiana) nella steppa del Kazakistan, la città più vicina al sito d'atterraggio è Dzhezkazgan.

## Equipaggio
| Ruolo               | Equipaggio                                              | Equipaggio                                              |
| ------------------- | ------------------------------------------------------- | ------------------------------------------------------- |
| Comandante          | Sergej Rjazanskij, Roscosmos Expedition 52 Secondo volo | Sergej Rjazanskij, Roscosmos Expedition 52 Secondo volo |
| Ingegnere di volo 1 | Randolph Bresnik, NASA Expedition 52 Secondo volo       | Randolph Bresnik, NASA Expedition 52 Secondo volo       |
| Ingegnere di volo 2 | Paolo Nespoli, ESA Expedition 52 Terzo volo             | Paolo Nespoli, ESA Expedition 52 Terzo volo             |

### Equipaggio di riserva
| Ruolo               | Equipaggio                    | Equipaggio                    |
| ------------------- | ----------------------------- | ----------------------------- |
| Comandante          | Aleksandr Misurkin, Roscosmos | Aleksandr Misurkin, Roscosmos |
| Ingegnere di volo 1 | Mark Vande Hei, NASA          | Mark Vande Hei, NASA          |
| Ingegnere di volo 2 | Norishige Kanai, JAXA         | Norishige Kanai, JAXA         |